# Neufchâtel-en-Bray
Neufchâtel-en-Bray je kraj in občina severozahodne francoske regije Zgornje Normandije. Kraj je leta 1999 imel 5103 prebivalcev.

## Geografija
Kraj leži na levem bregu reke Béthune.

## Administracija
Neufchâtel-en-Bray je sedež istomenskega kantona, v katerega je vključenih 23 občin z 11.428 prebivalci : Auvilliers, Bouelles, Bully, Callengeville, Esclavelles, Fesques, Flamets-Frétils, Fresles, Graval, Lucy, Massy, Ménonval, Mesnières-en-Bray, Mortemer, Nesle-Hodeng, Neufchâtel-en-Bray, Neuville-Ferrières, Quièvrecourt, Saint-Germain-sur-Eaulne, Saint-Martin-l'Hortier, Saint-Saire, Sainte-Beuve-en-Rivière, Vatierville.

## Pobratena mesta
- Whitchurch (Anglija) en:Whitchurch, Shropshire

1. ↑  »Populations légales 2016«. Nacionalni inštitut za statistične in gospodarske raziskave. Pridobljeno 25. aprila 2019.